# Parafia św. Mikołaja w Międzyrzecu Podlaskim
Parafia św. Mikołaja w Międzyrzecu Podlaskim – rzymskokatolicka parafia w Międzyrzecu Podlaskim należąca do diecezji siedleckiej.
Obecny kościół parafialny, murowany z cegły, został on zbudowany w roku 1477 w stylu gotyckim z fundacji ówczesnego właściciela Międzyrzeca Jan Nasutowicza (syna Mikołaja Nasuty) starosty brzeskiego.

## Terytorium parafii
Do parafii należą wierni z Międzyrzeca Podlaskiego mieszkający przy ulicach:  Adamki, Asnyka, Berezowska, Ceglana, Czysta, Górna, Grzybowa, Kolejowa, Kościelna, Lubelska (część), Łukowska, Młynarska i Osiedle, 3 Maja, Okólna, Piłsudskiego, Pocztowa, Przechodnia, Pszenna, Sienkiewicza, Sikorskiego, Siteńska, Strzelecka, Tartaczna, Tuliłowska i Osiedle przy Tuliłowskiej, Warszawska (część), Wiejska, Wysoka, Zadworne, Zahajkowska, Żwirowa, Żytnia;
oraz wierni z miejscowości
- Bereza (569 osób),
- Grabowiec (540 osób),
- Jelnica (520 osób),
- Misie (730 osób),
- Pościsze (360 osób),
- Przychody (510 osób),
- Rzeczyca (850 osób),
- Sawki (140 osób),
- Strzakły
- Tuliłów (400 osób),
- Wygnanka (350 osób),
- Zahajki (320 osób).

## Proboszczowie
- ks. kan. mgr lic. Józef Brzozowski (2007 - 2022)
- ks. kan. mgr Dariusz Parafiniuk (od 2022)